# Hamburg-Altona-Nord
Altona-Nord ist ein Stadtteil von Hamburg im Bezirk Altona. Der Stadtteil entspricht der nördlichen Vorstadt der bis 1938 selbständigen holsteinischen Stadt Altona zuzüglich von vormaligen Teilen des Stadtteils Ottensen.

## Geographie
Altona-Nord grenzt im Westen an Ottensen und Bahrenfeld und im Nordwesten an Stellingen. Im Norden und Osten bildet die Eimsbütteler Straße die Grenze zu Eimsbüttel. Im Osten und Südosten grenzt Altona-Nord an Altona-Altstadt. Der Grenzverlauf deckt sich dort größtenteils mit der vom Altonaer Bahnhof aus nach Nordost verlaufenden Max-Brauer-Allee. Das nordöstlichste Stück des Grenzverlaufs auf dieser Straße berührt auf knapp 200 Metern das Gebiet des östlich davon gelegenen Stadtteils Sternschanze. Zum eigenständigen Stadtteil wurde Altona-Nord erst nach dem Zweiten Weltkrieg; bis dahin war es Teil von Altona-Altstadt.

## Einwohnerentwicklung
Von 2000 bis 2008 stieg die Einwohnerzahl um 2,9 Prozent, von 2008 bis 2017 um 3,9 Prozent.
| 1987   | 1988   | 1989   | 1990   | 1991   | 1992   | 1993   | 1994   | 1995   | 1996   | 1997   | 1998   | 1999   |
| 19.424 | 19.633 | 19.853 | 20.113 | 20.288 | 20.297 | 20.542 | 20.635 | 20.586 | 20.562 | 20.497 | 20.433 | 20.725 |

| 2000   | 2001   | 2002   | 2003   | 2004   | 2005   | 2006   | 2007   | 2008   | 2009   | 2010   | 2011   | 2012   |
| 20.701 | 20.949 | 21.030 | 21.125 | 21.246 | 21.158 | 21.406 | 21.617 | 21.305 | 21.305 | 21.305 | 21.379 | 21.595 |

| 2013   | 2014   | 2015   | 2016   | 2017   | 2022   |
| 21.759 | 21.834 | 21.766 | 21.876 | 22.137 | 29.661 |

## Statistik
(Quelle: )
- Anteil der unter 18-Jährigen: 16,4 % (Hamburger Durchschnitt: 16,8 % (Dezember 2023))
- Anteil der über 64-Jährigen: 10,2 % (Hamburger Durchschnitt: 17,8 % (Dezember 2023))
- Ausländeranteil: 20,8 % (Hamburger Durchschnitt: 20,7 % (Dezember 2023))
- Arbeitslosenquote: 6,7 % (Hamburger Durchschnitt: 6,2 % (Dezember 2023))

Das durchschnittliche Einkommen je Steuerpflichtigen beträgt in Altona-Nord 40.529 Euro jährlich (2020), der Hamburger Gesamtdurchschnitt liegt bei 48.035 Euro.

## Politik
Für die Wahl zur Bürgerschaft gehört Altona-Nord zum Wahlkreis Altona.
Bei den Bürgerschaftswahlen 2025, 2020, 2015, 2011, 2008, 2004, 2001, 1997 und 1993 kam es zu folgenden Ergebnissen:
| Wahljahr | Grüne 1) | Linke 2) | SPD    | CDU    | AfD    | FDP    | Übrige    |
| -------- | -------- | -------- | ------ | ------ | ------ | ------ | --------- |
| 2025     | 31,1 %   | 27,5 %   | 23,2 % | 06,1 % | 02,7 % | 01,3 % | 09,8 %    |
| 2020     | 37,9 %   | 22,2 %   | 25,5 % | 03,1 % | 01,7 % | 02,0 % | 07,6 %    |
| 2015     | 25,8 %   | 22,9 %   | 35,8 % | 04,3 % | 02,1 % | 02,7 % | 06,4 %    |
| 2011     | 21,5 %   | 15,8 %   | 46,2 % | 06,2 % | –      | 02,3 % | 07,9 %    |
| 2008     | 20,7 %   | 13,4 %   | 43,0 % | 17,8 % | –      | 02,8 % | 02,3 %    |
| 2004     | 31,1 %   | –        | 35,3 % | 22,8 % | –      | 01,6 % | 09,2 %    |
| 2001     | 20,7 %   | 00,8 %   | 41,6 % | 13,3 % | –      | 02,4 % | 21,2 % 3) |
| 1997     | 29,4 %   | –        | 36,3 % | 17,1 % | –      | 01,7 % | 15,5 %    |
| 1993     | 26,2 %   | –        | 41,0 % | 14,0 % | –      | 02,2 % | 16,6 % 4) |

Bei den Wahlen zur Bezirksversammlung gehört der Stadtteil zum Wahlkreis Altona-Nord / Bahrenfeld-Ost. Bei Bundestagswahlen zählt Altona-Nord zum Bundestagswahlkreis Hamburg-Altona.

## Kultur und Sehenswürdigkeiten

### Bauwerke
- An der Bodenstedtstraße/Ecke Zeiseweg stehen einige verbliebene Gebäude der Viktoria-Kaserne, errichtet ab 1867 für das Infanterie-Regiment Nr. 31. Die denkmalgeschützten Gebäude werden heute für Kultur, Stadtteil- und Bildungsarbeit genutzt.
- Entlang der Max-Brauer-Allee befinden sich mehrere denkmalgeschützte Bauwerke aus der Zeit um 1900: das Nyegaard-Stift, die Gebäude des Amts- und des ehemaligen Landgerichts sowie das Gymnasium Allee.
- Am ehemaligen Diebsteich (heute ein Sportplatz) stehen die in den 1920er Jahren nach Plänen des Altonaer Oberbaudirektors Gustav Oelsner errichteten Gebäude des Arbeitsamtes Altona und des Wohnblocks Lunapark, zwei wegweisende Beispiele des Neuen Bauens.
- 1990 wurde das Musical-Theater Neue Flora eröffnet, damals heftig umstritten

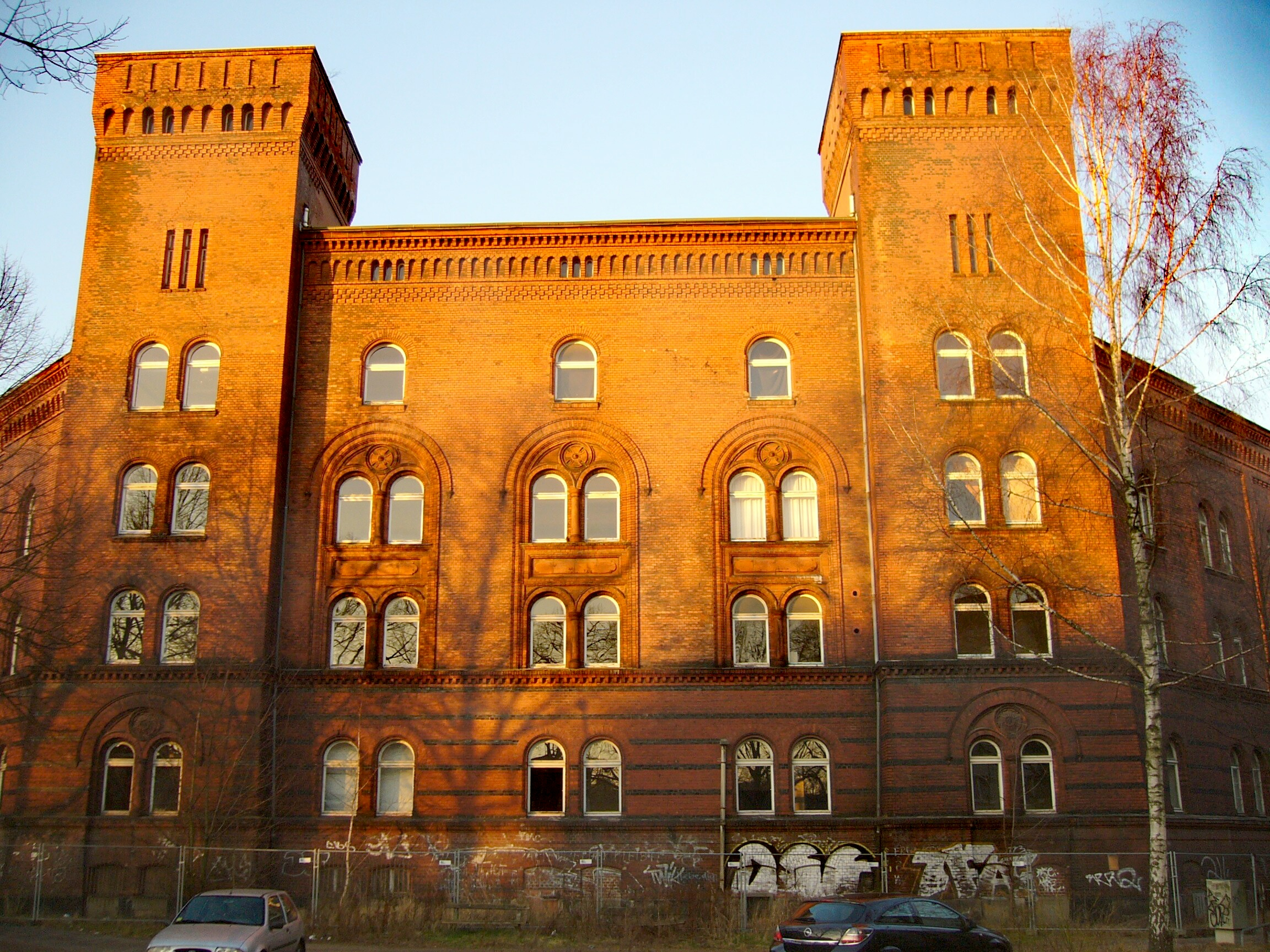
Viktoria-Kaserne
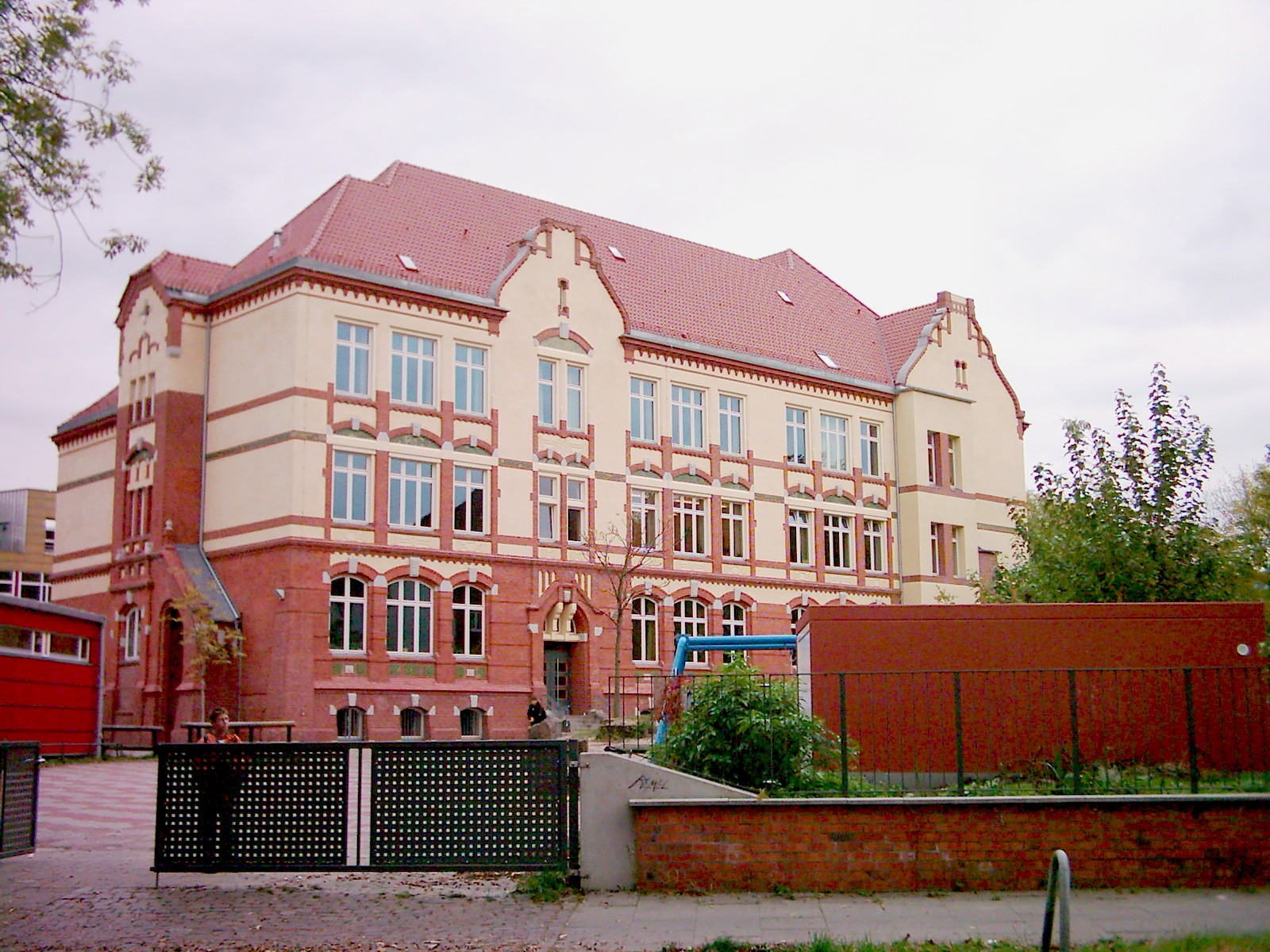
Theodor-Haubach-Schule
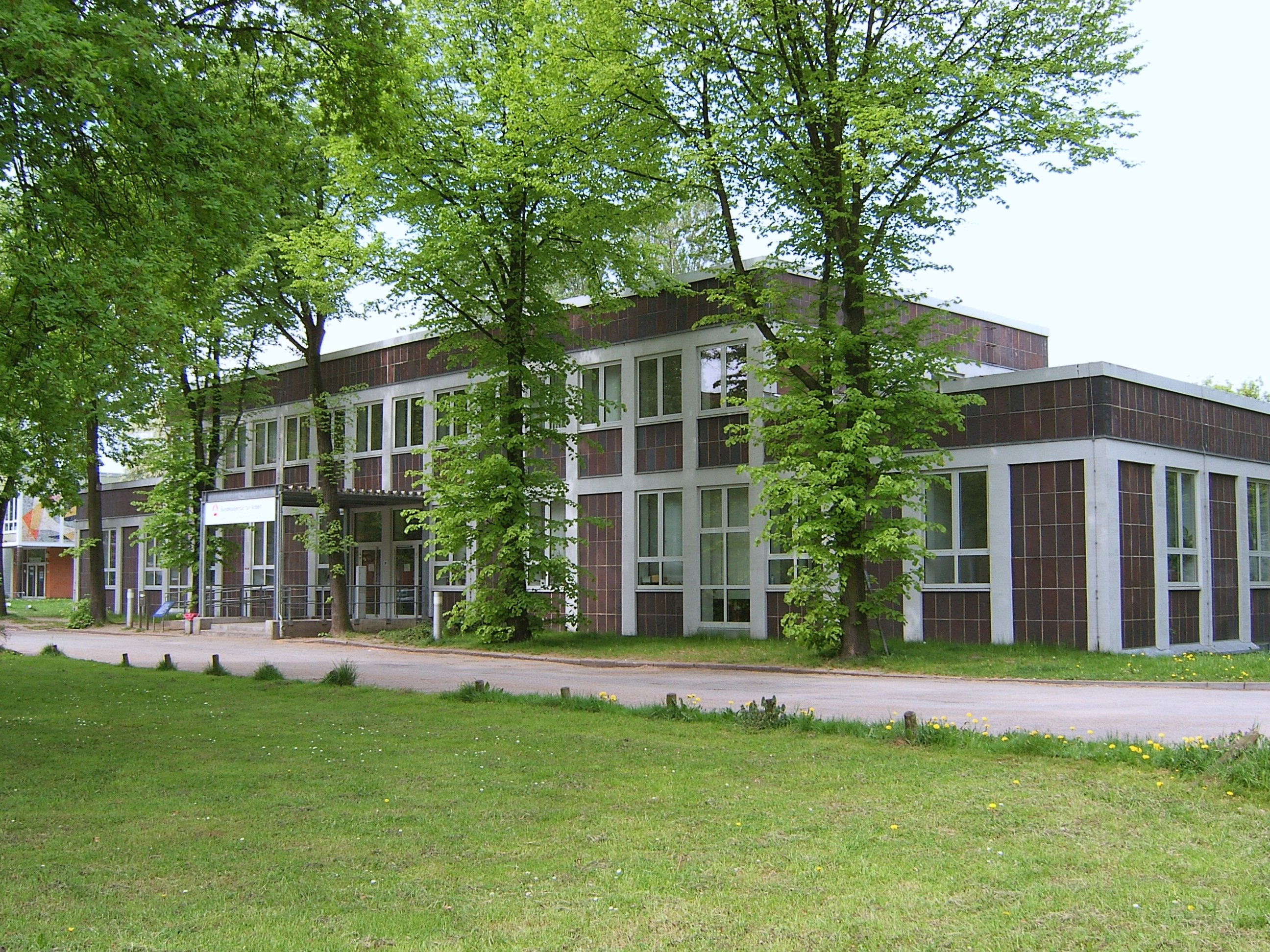
Arbeitsamt, ehemals „Arbeitsnachweisgebäude“ der Stadt Altona/Elbe
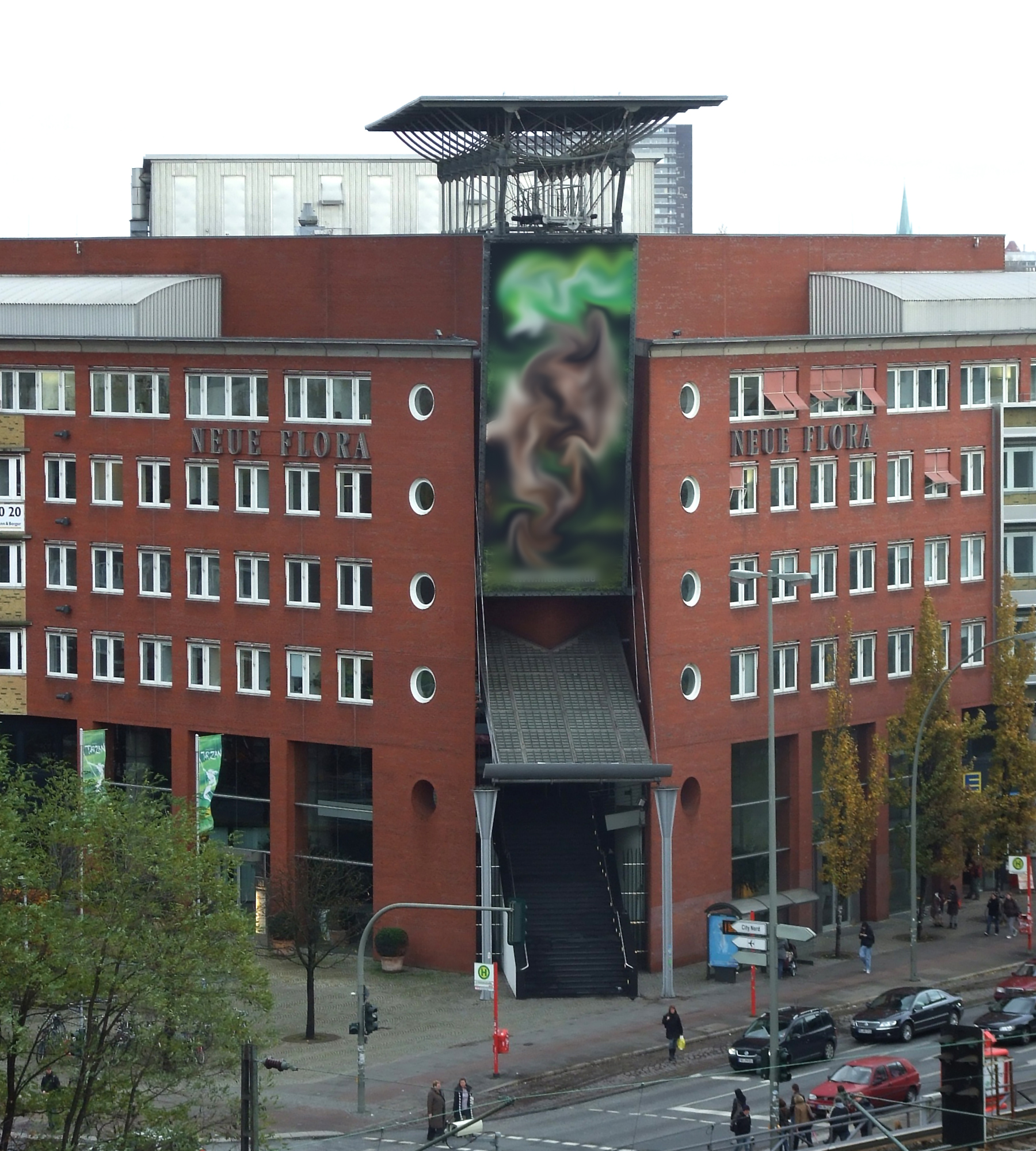
Neue Flora an der Ecke Stresemannstraße/Alsenstraße

## Wirtschaft und Infrastruktur

### Verkehr
Im Stadtteil trifft die Bundesstraße 431 auf die Bundesstraße 4. Auf letztgenannter wurde nach mehreren tödlichen Verkehrsunfällen in den 1980er Jahren im Bereich der östlichen Stresemannstraße die Höchstgeschwindigkeit auf 30 km/h beschränkt.
Am südlichen Ende von Altona-Nord zwischen Ottensen und Altona-Altstadt befindet sich der Bahnhof Hamburg-Altona mit seinen ursprünglich umfangreichen Gleisanlagen. Der Bahnhof ist einer der zentralen Verkehrsknotenpunkte für den westlichen Hamburger Nahverkehr. Auf der Schiene wird der Bahnhof Altona von drei Hamburger S-Bahn-Linien bedient. Der über dem Bahnhof liegende Busbahnhof wird von verschiedenen Buslinien bedient:
- Metrobuslinien

01 0Bf. Altona – Othmarschen – Trabrennbahn Bahrenfeld – Osdorf – Schenefelder Holt – Blankenese – Sülldorf –  Rissen
02 0Berliner Tor – Hauptbahnhof – HafenCity – Baumwall – Landungsbrücken – Fischmarkt – Bf. Altona – Trabrennbahn Bahrenfeld – Lurup – Schenefeld
15 0Othmarschen – Ottensen – Bf. Altona – Schlump – Grindel – Harvestehude, Alsterchaussee
16   Rugenfeld – EEZ –  Bahrenfeld – Bf. Altona –  Reeperbahn – St. Pauli – Michaeliskirche – Hauptbahnhof – Lübecker Straße –  Friedrichsberg – Rentenversicherung Nord – Bf. Rahlstedt
20 0Bf. Altona –  Holstenstraße – Eimsbüttel – Hoheluft – Eppendorf – Winterhude – City Nord –  Rübenkamp
25 0Bf. Altona –  Holstenstraße – Eimsbüttel – Hoheluft – Eppendorf – Kellinghusenstr. – Winterhude – Mundsburg – Landwehr – Burgstr. (– Hammerbrook, Sachsenstraße)

Am Bf. Altona verkehren außerdem die Linien X86 (zeitweilig), 111, 112, 113, 115, 215, 150, 250 und 183 sowie die Nachtbuslinien 600, 601, 609, 621, 641 und 688.
Mitten durch Altona Nord verkehren in West-Ost-Richtung auch die Buslinien
- Metrobuslinie 3 0Schenefelder Platz – Lurup – Bahrenfeld –  Holstenstraße – Neuer Pferdemarkt – Feldstraße – Rathausmarkt – Mönckebergstr./Hauptbahnhof – Rothenburgsort – Tiefstack
- Expressbuslinie X3 0Schenefelder Platz – Osdorfer Born – Trabrennbahn Bahrenfeld –  Holstenstraße – Feldstraße – Gänsemarkt – Jungfernstieg – Rathausmarkt – Altstadt, Meßberg (Bedienung nur der wichtigsten Haltestellen)
- Nachtbuslinie 602 0Osdorfer Born – Schenefelder Platz – Lurup – Trabrennbahn Bahrenfeld –  Holstenstraße – Neuer Pferdemarkt – Feldstraße – Gänsemarkt – Jungfernstieg – Rathausmarkt – Speicherstadt – HafenCity-Überseequartier – Rothenburgsort – Tiefstack (am Wochenende siehe Linie 3)

### Ansässige Unternehmen
Die Holsten-Brauerei AG (gegründet 1879) hatte ihren Sitz im Gebiet des heutigen Stadtteils, gab 2016 die Aufgabe des Standortes bekannt. Der Abbau der Produktionsanlagen und der Umzug waren für 2019 geplant, aber schon Mitte 2018 zogen erste Brautanks um und im November 2019 erfolgte die Inbetriebnahme der neuen Produktionsstätte in Hamburg-Hausbruch.
Das Gelände der bisherigeren Produktionsstätte wurde nach dem Umzug veräußert und sollte zu einem Wohngebiet unter dem Namen Holstenquartier entwickelt werden. Nach mehrfachen Weiterverkäufen ist der aktuelle Besitzer, die Adler Group, nicht in der Lage wie geplant und vertraglich mit dem Bezirk vereinbart, das Gelände zu bebauen. Sie sucht daher neue Eigentümer.
Seit 1959 befindet sich hier der Firmensitz der Fa. Reyher-Schrauben.
Die Zentrale der Sparda-Bank Hamburg, der größten Genossenschaftsbank Norddeutschlands, befindet sich in der Nähe des Bahnhofs.
Die Deutsche Post AG betreibt hier seit 1997 eines ihrer 82 Briefzentren in Deutschland.

### Bildung
Im Stadtteil gab es im Schuljahr 2020/21 vier allgemeinbildende Schulen: zwei Grundschulen (Theodor-Haubach-Schule und Schule Arnkielstraße), die Stadtteilschule Altona (ehemals Kurt-Tucholsky-Schule) und das Gymnasium Allee. Insgesamt werden diese Schulen von etwa 2.500 Schülern besucht.